# Ган-Хаим
Ган-Хаим (ивр. גַּן חַיִּים‎, дословно — «Сад Хаима» или Сад жизни) — мошав в центральной части Израиля. Расположен на Шаронской равнине недалеко от Кфар-Сабы. Подпадает под юрисдикцию регионального совета Дром-ха-Шарон. В 2020 году его население составляло 816 человек.

## История
До XX века этот район был известен как Габат-Кафр-Саба и являлся частью леса Шарон. Это был открытый лесной массив, над которым возвышалась Таборский дуб, простиравшийся от Кфар-Йоны на севере до Раананы на юге. Местные арабские жители традиционно использовали эту территорию для выпаса скота, заготовки дров и периодического возделывания сельскохозяйственных культур. Интенсификация расселения и сельского хозяйства на прибрежной равнине в XIX веке привела к обезлесению и последующей деградации окружающей среды.
Мошав был основан в 1935 году на земле, выкупленной сельскохозяйственной компанией «Ган-Хаим» у жителей палестинской деревни Кафр-Саба. Он был назван в честь активиста сионистского движения, а впоследствии первого президента Израиля Хаима Вейцмана.

## Галерея

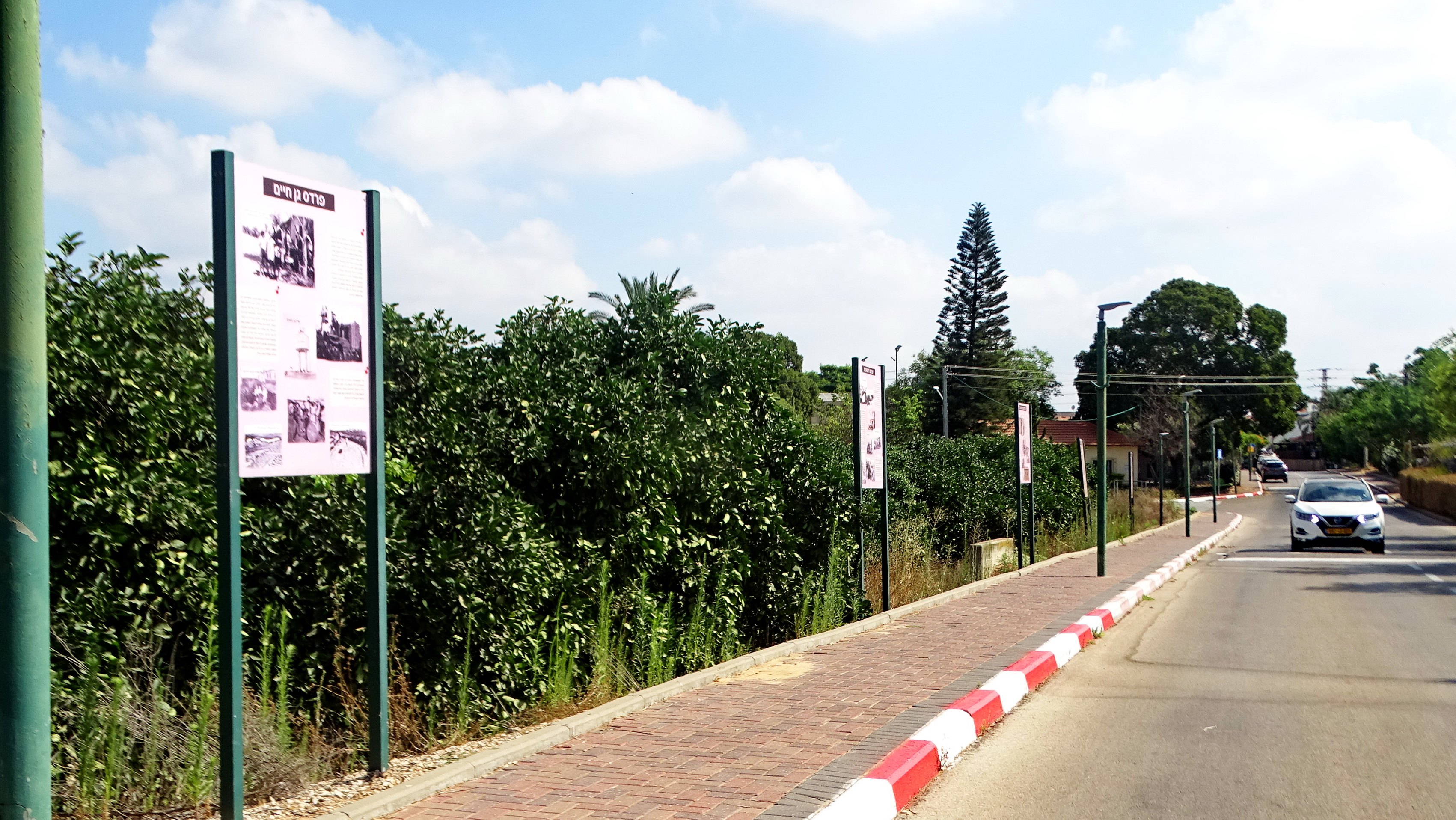
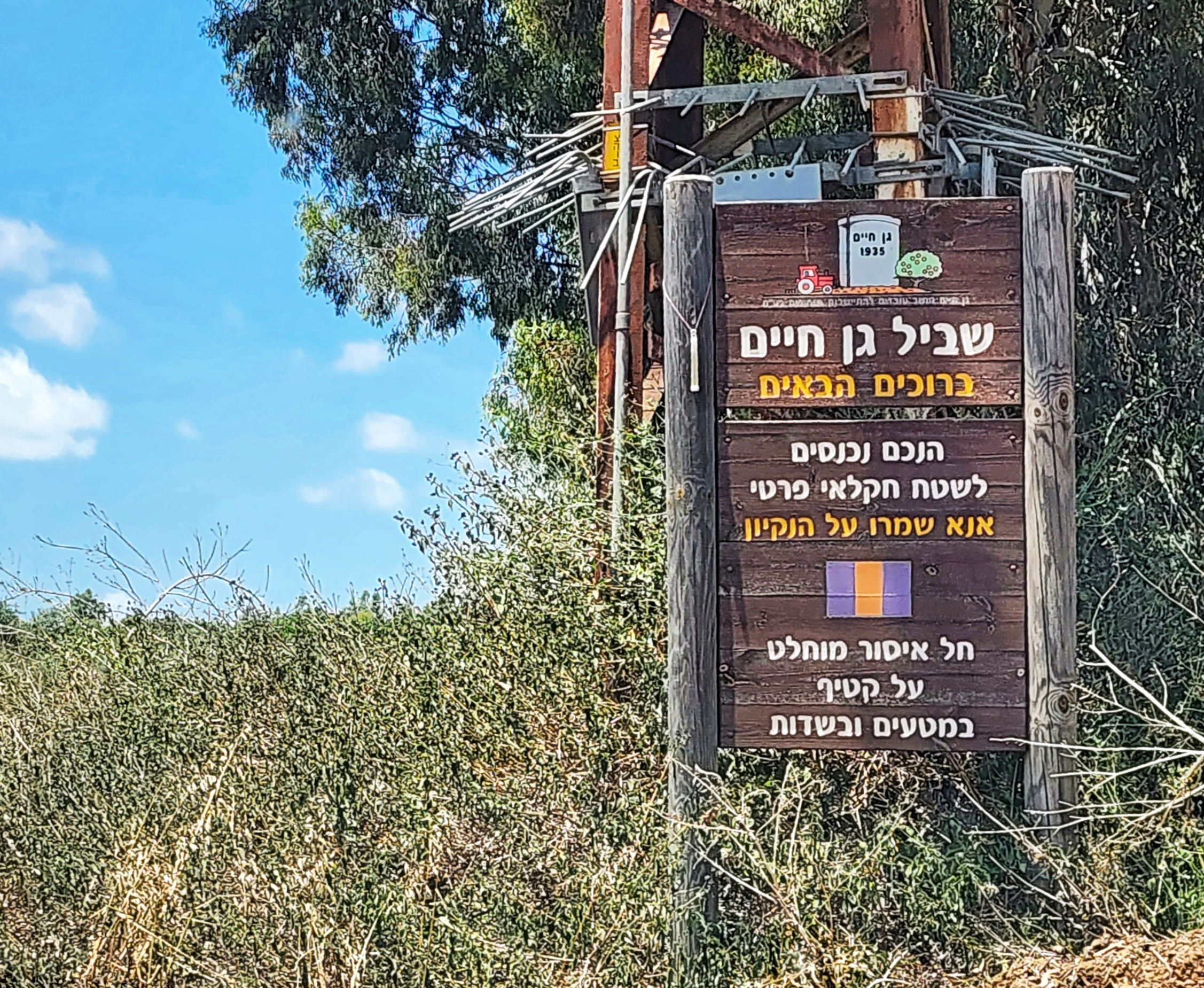
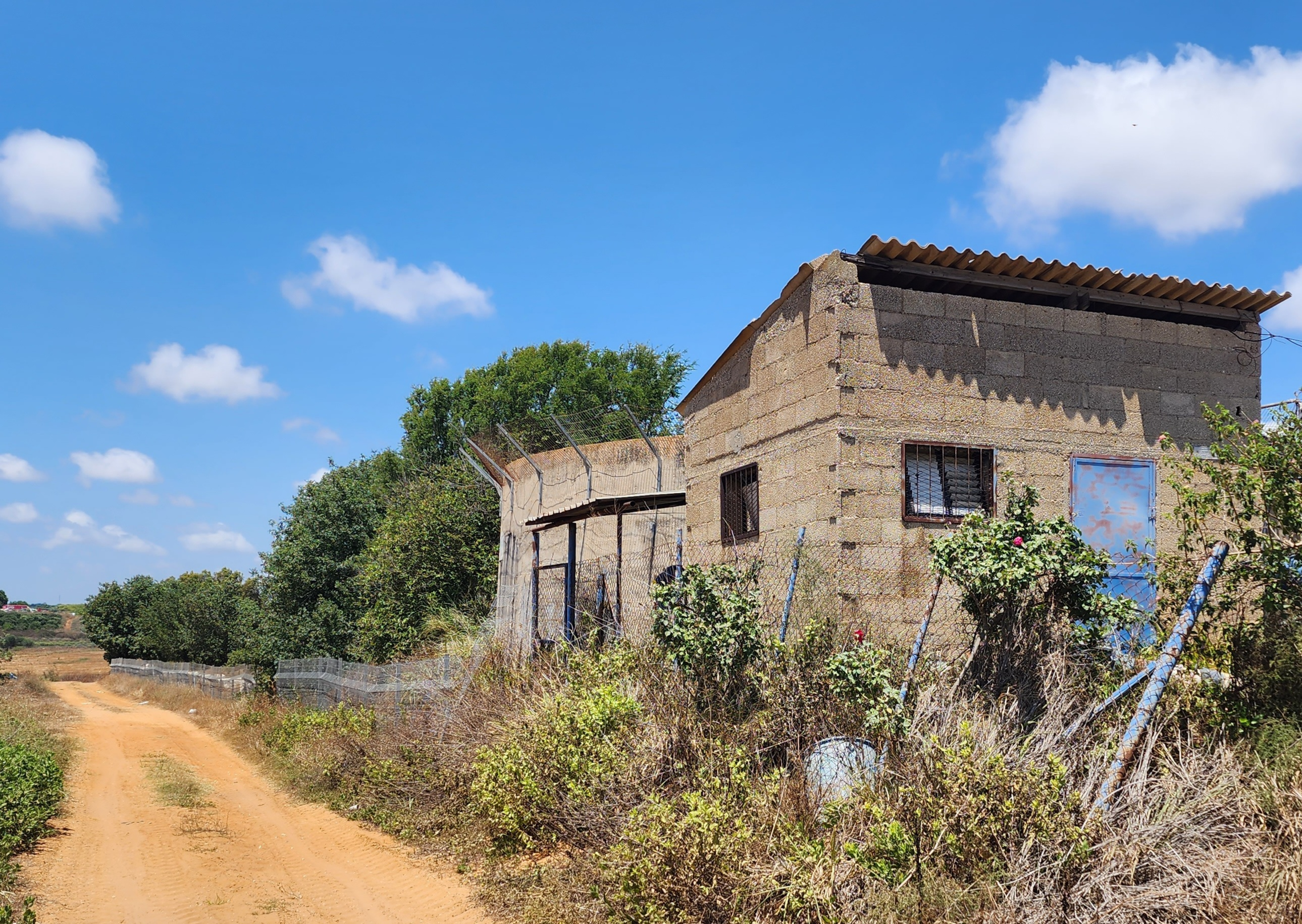
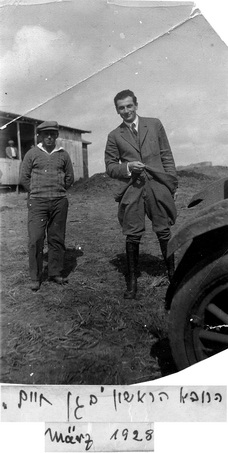
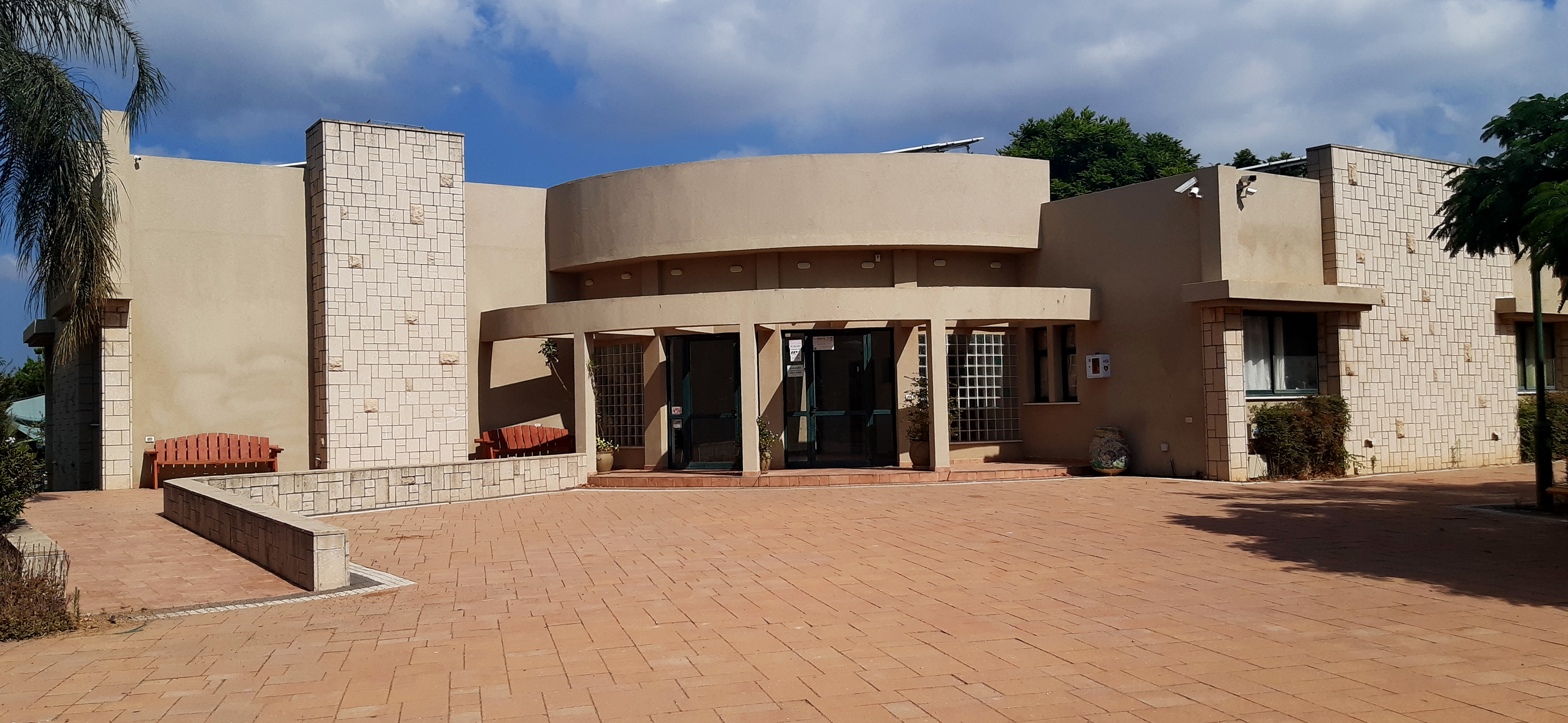

## Население
По данным Центрального статистического бюро Израиля, население на начало 2020 года составляло 816 человек.